# AlphaTauri AT03
Der AlphaTauri AT03 ist der Formel-1-Rennwagen von AlphaTauri für die Formel-1-Weltmeisterschaft 2022. Er ist der 17. Formel-1-Wagen des Teams, seit es sich im Besitz von Red Bull befindet, und der dritte, der unter der Bezeichnung AlphaTauri gemeldet ist. Er wurde am 14. Februar 2022 präsentiert.

## Technik und Entwicklung
Wie alle Formel-1-Fahrzeuge des Jahres 2022 ist der AT03 ein hinterradangetriebener Monoposto mit einem Monocoque aus kohlenstofffaserverstärktem Kunststoff (CFK). Außer dem Monocoque bestehen auch viele weitere Teile des Fahrzeugs, darunter die Karosserieteile und das Lenkrad aus CFK. Auch die Bremsscheiben sind aus einem mit Kohlenstofffasern verstärkten Verbundwerkstoff.
Der AT03 ist das Nachfolgemodell des AT02. Da das technische Reglement zur Saison 2022 erhebliche Veränderungen umfasst, war das Fahrzeug größtenteils eine Neuentwicklung.
Angetrieben wird der AT03 hat einen 1,6-Liter-V6-Motor von Honda, der 662 kW (900 PS) bei 15.000/min leistet. Dieser Motor ist ein turbogeladener Mittelmotor. Zusätzlich hat das Fahrzeug einen 120-kW-Elektromotor, es ist also ein Hybridelektrokraftfahrzeug. Die Entwicklung der Antriebe muss zum Saisonstart 2022 für drei Jahre eingefroren werden, da die neue Generation aus Kostengründen erst für 2026 eingeführt werden soll. Die Kraft überträgt ein sequentielles, mit Schaltwippen betätigtes Achtganggetriebe von Red Bull Racing. Das Fahrzeug hat nur zwei Pedale, ein Gaspedal (rechts) und ein Bremspedal (links). Genau wie viele andere Funktionen wird die Kupplung, die nur beim Anfahren aus dem Stand verwendet wird, über einen Hebel am Lenkrad bedient.
Der Wagen ist mit 305 mm breiten Vorderreifen und mit 405 mm breiten Hinterreifen des Einheitslieferanten Pirelli ausgestattet, die auf 13-Zoll-Rädern montiert sind.
Der AT03 hat, wie alle Formel-1-Fahrzeuge seit 2011, ein Drag Reduction System (DRS), das durch Flachstellen eines Teils des Heckflügels den Luftwiderstand des Fahrzeugs auf den Geraden verringert, wenn es eingesetzt werden darf. Auch das DRS wird mit einem Schalter am Lenkrad des Wagens aktiviert.
Der AT03 ist mit dem Halo-System ausgestattet, das einen zusätzlichen Schutz für den Kopf des Fahrers bietet.

## Lackierung und Sponsoring
Der AT03 ist wie sein Vorgänger überwiegend in Weiß und Dunkelblau lackiert; im Vergleich zum AT02 nimmt jedoch die Präsenz von Weiß zu und wird zur Grundfarbe. Auf den Endplatten des Frontflügels und den Außenspiegeln befinden sich Verzierungen, die an die italienische Trikolore erinnern. Neben Red Bull (mit der Bekleidungsmarke AlphaTauri) werben auch Pirelli und Flexbox auf dem Fahrzeug.
Ab dem Großen Preis von Spanien wurde die weiße Farbe von den Kotflügeln entfernt, um das Gewicht des Autos zu reduzieren; seither war nur die dunkle Farbe des Karbons sichtbar. Die vormals schwarzen Sponsorenaufkleber wurden daraufhin durch weiße Aufkleber ersetzt.

## Fahrer
AlphaTauri trat in der Saison 2022 erneut mit den vorjährigen Fahrern Pierre Gasly und Yuki Tsunoda an. Gasly bestritt seine vierte vollständige Saison (seine sechste insgesamt) für das Team, Tsunoda seine zweite.

## Ergebnisse

### Vereinfachte Darstellung
| Fahrer                          | Nr.                             | 1   | 2   | 3  | 4  | 5   | 6  | 7  | 8  | 9   | 10  | 11 | 12  | 13 | 14 | 15  | 16 | 17  | 18 | 19 | 20  | 21 | 22 | Punkte | Rang |
| ------------------------------- | ------------------------------- | --- | --- | -- | -- | --- | -- | -- | -- | --- | --- | -- | --- | -- | -- | --- | -- | --- | -- | -- | --- | -- | -- | ------ | ---- |
| Formel-1-Weltmeisterschaft 2022 | Formel-1-Weltmeisterschaft 2022 |     |     |    |    |     |    |    |    |     |     |    |     |    |    |     |    |     |    |    |     |    |    | 35     | 9.   |
| P. Gasly                        | 10                              | DNF | 8   | 9  | 12 | DNF | 13 | 11 | 5  | 14  | DNF | 16 | 12  | 12 | 9  | 11  | 8  | 10  | 18 | 14 | 11  | 14 | 14 | 35     | 9.   |
| Y. Tsunoda                      | 22                              | 8   | DNS | 15 | 7  | 12  | 10 | 17 | 13 | DNF | 14  | 17 | DNF | 19 | 13 | DNF | 14 | DNF | 13 | 10 | DNF | 17 | 11 | 35     | 9.   |

| Legende  | Legende            | Legende                                                          |
| Farbe    | Abkürzung          | Bedeutung                                                        |
| -------- | ------------------ | ---------------------------------------------------------------- |
| Gold     | –                  | Sieg                                                             |
| Silber   | –                  | 2. Platz                                                         |
| Bronze   | –                  | 3. Platz                                                         |
| Grün     | –                  | Platzierung in den Punkten                                       |
| Blau     | –                  | Klassifiziert außerhalb der Punkteränge                          |
| Violett  | DNF                | Rennen nicht beendet (did not finish)                            |
| Violett  | NC                 | nicht klassifiziert (not classified)                             |
| Rot      | DNQ                | nicht qualifiziert (did not qualify)                             |
| Rot      | DNPQ               | in Vorqualifikation gescheitert (did not pre-qualify)            |
| Schwarz  | DSQ                | disqualifiziert (disqualified)                                   |
| Weiß     | DNS                | nicht am Start (did not start)                                   |
| Weiß     | WD                 | zurückgezogen (withdrawn)                                        |
| Hellblau | PO                 | nur am Training teilgenommen (practiced only)                    |
| Hellblau | TD                 | Freitags-Testfahrer (test driver)                                |
| ohne     | DNP                | nicht am Training teilgenommen (did not practice)                |
| ohne     | INJ                | verletzt oder krank (injured)                                    |
| ohne     | EX                 | ausgeschlossen (excluded)                                        |
| ohne     | DNA                | nicht erschienen (did not arrive)                                |
| ohne     | C                  | Rennen abgesagt (cancelled)                                      |
| ohne     | keine WM-Teilnahme |                                                                  |
| sonstige | P/fett             | Pole-Position                                                    |
| sonstige | 1/2/3/4/5/6/7/8    | Punktplatzierung im Sprint-/Qualifikationsrennen                 |
| sonstige | SR/kursiv          | Schnellste Rennrunde                                             |
| sonstige | *                  | nicht im Ziel, aufgrund der zurückgelegten Distanz aber gewertet |
| sonstige | ()                 | Streichresultate                                                 |
| sonstige | unterstrichen      | Führender in der Gesamtwertung                                   |

### Detaillierte Darstellung inkl. Sprintrennen (SPR) und Hauptrennen (HAU)
| Pos                             | Fahrer     | Nr. | 1   | 2   | 3   | 4  | 4  | 5   | 6  | 7  | 8  | 9   | 10  | 11 | 11 | 12  | 13 | 14 | 15  | 16 | 17  | 18 | 19 | 20  | 21 | 21 | 22 | Punkte |
| ------------------------------- | ---------- | --- | --- | --- | --- | -- | -- | --- | -- | -- | -- | --- | --- | -- | -- | --- | -- | -- | --- | -- | --- | -- | -- | --- | -- | -- | -- | ------ |
| Formel-1 Weltmeisterschaft 2022 |            |     |     |     |     |    |    |     |    |    |    |     |     |    |    |     |    |    |     |    |     |    |    |     |    |    |    |        |
| SPR                             | HAU        | SPR | HAU | SPR | HAU |    |    |     |    |    |    |     |     |    |    |     |    |    |     |    |     |    |    |     |    |    |    |        |
| 14.                             | P. Gasly   | 10  | DNF | 8   | 9   | 17 | 12 | DNF | 13 | 11 | 5  | 14  | DNF | 15 | 16 | 12  | 12 | 9  | 11  | 8  | 10  | 18 | 14 | 11  | 10 | 14 | 14 | 23     |
| 17.                             | Y. Tsunoda | 22  | 8   | DNS | 15  | 12 | 7  | 12  | 10 | 17 | 13 | DNF | 14  | 17 | 17 | DNF | 19 | 13 | DNF | 14 | DNF | 13 | 10 | DNF | 15 | 17 | 11 | 12     |

| Legende  | Legende            | Legende                                                          |
| Farbe    | Abkürzung          | Bedeutung                                                        |
| -------- | ------------------ | ---------------------------------------------------------------- |
| Gold     | –                  | Sieg                                                             |
| Silber   | –                  | 2. Platz                                                         |
| Bronze   | –                  | 3. Platz                                                         |
| Grün     | –                  | Platzierung in den Punkten                                       |
| Blau     | –                  | Klassifiziert außerhalb der Punkteränge                          |
| Violett  | DNF                | Rennen nicht beendet (did not finish)                            |
| Violett  | NC                 | nicht klassifiziert (not classified)                             |
| Rot      | DNQ                | nicht qualifiziert (did not qualify)                             |
| Rot      | DNPQ               | in Vorqualifikation gescheitert (did not pre-qualify)            |
| Schwarz  | DSQ                | disqualifiziert (disqualified)                                   |
| Weiß     | DNS                | nicht am Start (did not start)                                   |
| Weiß     | WD                 | zurückgezogen (withdrawn)                                        |
| Hellblau | PO                 | nur am Training teilgenommen (practiced only)                    |
| Hellblau | TD                 | Freitags-Testfahrer (test driver)                                |
| ohne     | DNP                | nicht am Training teilgenommen (did not practice)                |
| ohne     | INJ                | verletzt oder krank (injured)                                    |
| ohne     | EX                 | ausgeschlossen (excluded)                                        |
| ohne     | DNA                | nicht erschienen (did not arrive)                                |
| ohne     | C                  | Rennen abgesagt (cancelled)                                      |
| ohne     | keine WM-Teilnahme |                                                                  |
| sonstige | P/fett             | Pole-Position                                                    |
| sonstige | 1/2/3/4/5/6/7/8    | Punktplatzierung im Sprint-/Qualifikationsrennen                 |
| sonstige | SR/kursiv          | Schnellste Rennrunde                                             |
| sonstige | *                  | nicht im Ziel, aufgrund der zurückgelegten Distanz aber gewertet |
| sonstige | ()                 | Streichresultate                                                 |
| sonstige | unterstrichen      | Führender in der Gesamtwertung                                   |